# Sinochlora nonspinosa
Sinochlora nonspinosa is een rechtvleugelig insect uit de familie sabelsprinkhanen (Tettigoniidae). De wetenschappelijke naam van deze soort is voor het eerst geldig gepubliceerd in 2007 door Liu & Kang.